# Neolophonotus spinosus
Neolophonotus spinosus là một loài ruồi trong họ Asilidae. Neolophonotus spinosus được Londt miêu tả năm 1988. Loài này phân bố ở vùng nhiệt đới châu Phi.